# Ezana (stela)
Ezana je stela u Aksumu, glavnom gradu drevnog kraljevstva Aksuma. Kameni spomenik dokumentira prelazak kralja Ezane na kršćanstvo i njegovo osvajanje raznih susjednih područja, uključujući Meroë.
Od 330. do 356. godine, kralj Ezana vladao je drevnim kraljevstvom Aksum sa središtem Afričkog roga. Borio se protiv Nubijaca, a na kamenim pločama je komemorirao svoje pobjede u slavu Bogu. Ti liturgijski epigrafi napisani su na raznim drevnim jezicima, uključujući etiopske semitske Ge'ez, južne arapske sabajske i grčke. Kraljeve gravure u kamenu pružale su trojezični spomenik na različitim jezicima, sličan kamenu iz Rosette.
Etiopska pravoslavna tevahedo Crkva imala je svoje početke u ovom razdoblju. Rufinusova crkvena povijest govori o tome da ga je sveti Frumentije, oslobođeni rob i učitelj za vrlo mladog kralja, preobratio u kršćanstvo. Krajem svoje vladavine, kralj Ezana pokrenuo je kampanju protiv Kuša oko 350. godine, koja je srušila kraljevstvo Kuš. Različiti kameni natpisi napisani na jeziku Ge'ez (koristeći pismo Ge'ez) pronađeni su u Meroë, središnjem gradu Kušita.